# Guerra Civil na Geórgia
A Guerra Civil na Geórgia ou Guerra Civil Georgiana consistiu em conflitos inter-étnicos e intra-nacionais nas regiões da Ossétia do Sul (1988-1992) e na Abcásia (1992-1993), bem como o violento golpe de Estado dos militares de 21 de dezembro de 1991 a 6 de janeiro em 1992 contra o primeiro Presidente democraticamente eleito da Geórgia, Zviad Gamsakhurdia e ao seu posterior levante em uma tentativa para recuperar o poder (1993).
Quando a revolta de Gamsakhurdia foi finalmente derrotada, os conflitos na Abcásia e na Ossétia do Sul resultaram na separação de facto de ambas as regiões da Geórgia.

## Conflitos étnicos
Movimentos separatistas de minorias étnicas - principalmente por parte dos ossetas e dos abecásios, exigiam o reconhecimento internacional ao abrigo da "Nova Ordem" do início da década de 1990. Afirmando as suas recém adquiridas prerrogativas nacionais, a Geórgia respondeu militarmente e tentou acabar com o separatismo pela força. Em 5 de janeiro de 1991, a Guarda Nacional da Geórgia entrou em Tskhinval, capital da Ossétia do Sul e a luta eclodiu no interior e em torno da cidade. O conflito georgiano-osseta foi a primeira grande crise enfrentada pelo governo de Gamsakhurdia.
No momento da dissolução da União Soviética, o governo dos Estados Unidos reconheceu como legítimos as fronteiras do país no pré-Pacto Molotov-Ribbentrop em 1933 (o governo de Franklin D. Roosevelt estabeleceu relações diplomáticas com o Kremlin no final desse ano). Devido a isto, a administração de George H. W. Bush apoiou abertamente a secessão das Repúblicas Soviéticas do Báltico, mas considerou as questões relacionadas com a independência e conflitos territoriais da Geórgia, Arménia, Azerbaijão e no resto da Transcaucásia - que eram parte integrante da URSS com fronteiras internacionais inalteradas desde 1920 - como assuntos internos soviéticos.

## Agitação Civil
A atividade da oposição contra o governo de Zviad Gamsakhurdia levou a uma forte disputa política, que tornou-se violenta, no Outono de 1991. Após a dispersão pela polícia de uma grande manifestação da oposição em Tbilisi, em 2 de setembro, vários opositores foram detidos, os seus escritórios atacados e os jornais apoiantes da oposição foram fechados. A Guarda Nacional da Geórgia, a principal força de segurança do país estava dividida em duas facções, uma pró e outra contra Gamsakhurdia. Outra poderosa organização paramilitar, a Mjedrioni, liderada por Dzhaba Ioseliani, também era favorável a oposição.
As manifestações e construção de barricadas marcaram os três meses seguintes. Em 22 de setembro houve as primeiras vítimas em Tbilisi. Em 24 de setembro foi declarado um estado de emergência em Tbilisi. Em 4 de outubro, as forças de oposição atacaram apoiantes de Gamsakhurdia, e apoiantes do presidente foram mortos. Antes do final de Outubro de 1991, a maioria dos dirigentes do Partido Democrático Nacional (PDN), em oposição a Gamsakhurdia, liderado por Guiorgui Chanturia, haviam sido presos. Isto foi seguido por um periodo de espera, porque homens armados apoiantes do líder Tengiz Kitovani, um antigo membro da Guarda Nacional da Geórgia, retiraram-se à periferia de Tbilisi, onde permaneceram até o final de Dezembro de 1991, quando a luta pelo poder se intensificou. A oposição chegou a afirmar que o Presidente Gamsakhurdia não havia desejado nenhuma possibilidade de solução pacífica para a crise.

## Golpe de Estado

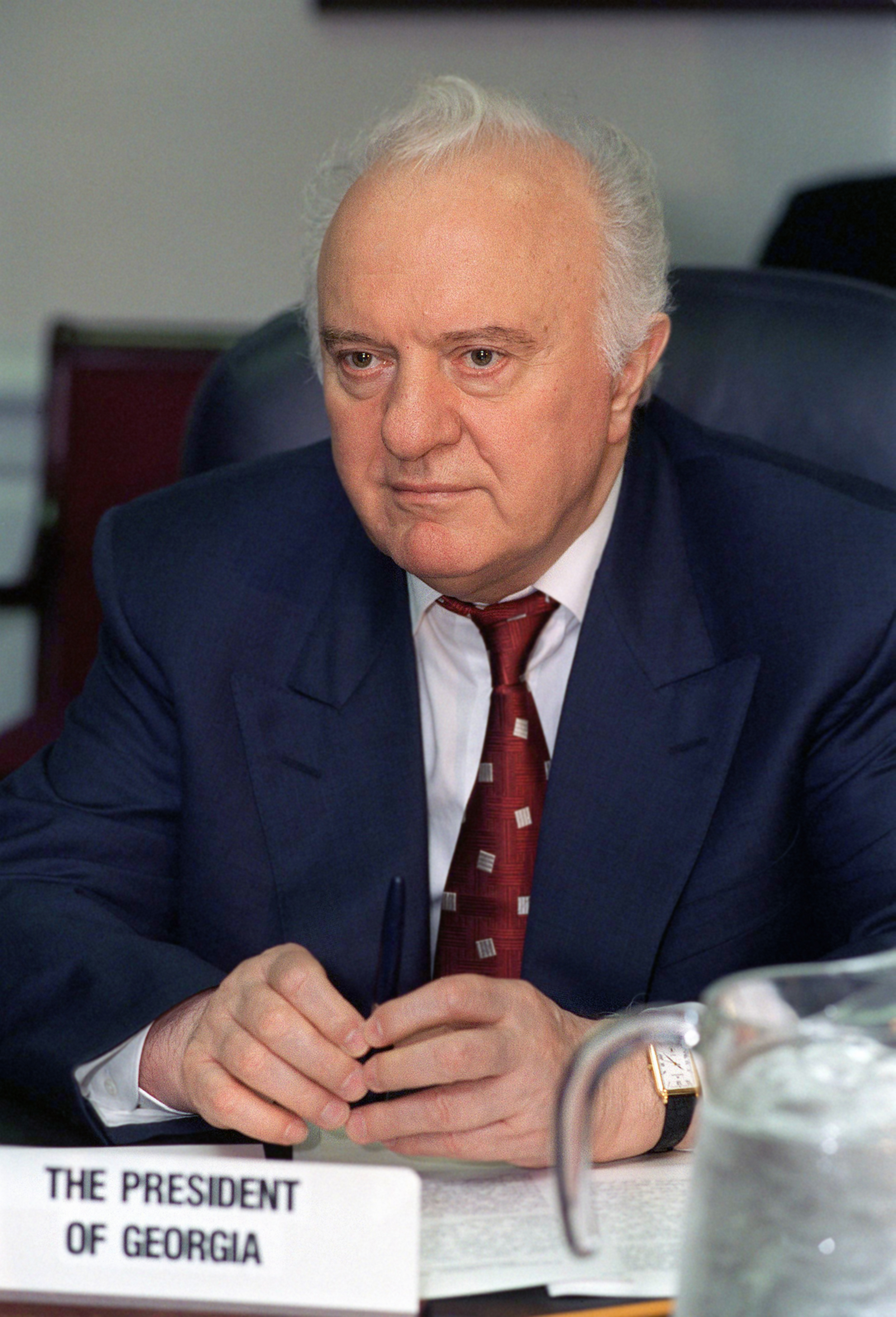
O presidente Eduard Shevardnadze.

Em 20 de dezembro de 1991, homens armados partidários de Kitovani novamente lançaram um golpe final contra Gamsakhurdia. A oposição armada liberada por Dzhaba Ioseliani, líder dos "Mjedrioni", montaram barricadas no centro de Tbilisi. Em 22 de dezembro os rebeldes tomaram vários edifícios públicos e atacaram o edifício do Parlamento, onde Zviad Gamsakhurdia e os seus apoiantes estavam entrincheirados. Ao mesmo tempo, os rebeldes, que controlam a maior parte da cidade, reprimiram de forma brutal os protestos dos adeptos de Gamsakhurdia em Tbilisi em suas áreas e disparando contra a multidão, causando vários mortos e feridos.
Em 6 de janeiro de 1992, o Presidente Gamsakhurdia juntamente com outros membros de seu governo foram forçados a fugir, primeiro na Arménia e, em seguida, na Chechénia (Rússia), onde permaneceu como um governo no exílio durante os dezoito meses seguintes.

## A Resistência "zviadista"
Após o golpe, o "Conselho Militar" foi criado como governo provisório da Geórgia. No início, era dirigido por um triunvirato composto de Dzhaba Ioseliani, Tenguiz Sigua e Tengiz Kitovani, mas logo veio a ser presidido por Eduard Shevardnadze, um ex-líder comunista, que voltou para Tbilisi, em Março de 1992. Após as eleições presidenciais de 1992, Chevardnadze foi confirmado como presidente do Parlamento e Chefe de Estado.
Zviad Gamsakhurdia, apesar de seu exílio, continua a gozar de um apoio substancial na Geórgia, particularmente nas zonas rurais, e na sua região natal de Mingrélia, na parte ocidental da Geórgia. Os apoiantes do presidente afastado, chamados "zviadistas", responderam ao golpe de Estado com manifestações espontâneas nas ruas, reprimidas de forma brutal por parte das forças governamentais e por grupos paramilitares. Ao longo de 1992 e 1993, continuram os confrontos entre as forças favoraveis e contrárias a Gamsakhurdia, com episódios de captura de reféns de funcionários do governo pelos apoiantes do ex-presidente e incursões de retaliação por forças pró-governamentais.
Um dos episódios mais significativos ocorreram em Tbilisi, em 24 junho de 1992, quando um grupo de apoiantes armados de Gamsakhurdia tomaram o centro de emissoras de televisão estatal, até que foram reduzidos em poucas horas pela Guarda Nacional da Geórgia.
Os "zviadistas", fortemente armados, continuavam a resistir às forças do governo montadas na região natal de Gamsakhurdia, Mingrélia, que se tornou um reduto de partidários do presidente afastado. Por sua vez, os numerosos atos de violência e de atrocidades cometidas pelo Mjedrioni e as forças governamentais na região contribuiram para aguçar ainda mais a população local e o regime de Shevardnadze.
Após o golpe e os confrontos armados no oeste da Geórgia, Aslan Abašidze, líder da província autônoma de Adjara, fechou suas fronteiras administrativas e impediu que os dois lados em luta penetrassem em seu território. Isso permitiu o estabelecimento de um regime semi-separatista autoritário de Abašidze na região, causando problemas de longa duração nas relações entre os governos centrais posteriores e a Adjara.

## Guerras na Ossétia do Sul e na Abcásia

A Geórgia e suas repúblicas separatistas no Cáucaso: Abcásia e Ossétia do Sul.

Em Fevereiro de 1992, intensificou-se os combates na Ossétia do Sul, com a participação esporádica do exército russo. Dada a instabilidade interna e caos político, Chevardnadze concorda em iniciar as negociações para evitar um confronto direto com a Rússia. Foi decidido um cessar-fogo, e em 14 de Julho de 1992 iniciou-se um mecanismo de manutenção de paz, o que resultou em uma Comissão de Controle Conjunta e patrulhas militares conjuntas russas, georgianas e ossetas.
Mesmo antes do Verão de 1992, as tensões na região separatista da Abcásia haviam dado início da abertura das hostilidades entre georgianos e abcases. Em 14 de agosto, forças georgianas entraram na Abcásia para desarmar as milícias separatistas. No final de setembro de 1993, os separatistas, com apoio russo, resistiram à ofensiva e tomaram a capital regional, Sucumi, após ferozes confrontos em 27 de setembro. O fracasso militar da Geórgia resultou na limpeza étnica da maioria georgiana na Abcásia. No total, a guerra resultou em 20.000 mortos e 300.000 deslocados.

## A Guerra Civil em 1993
Durante a guerra na Abcásia, o papel da milícia liderada Vajtang Kobalia (Loti), a força principal dos antigos partidários presidenciais permaneceu muito controversa. A milícia de Kobalia combateu ao lado georgiano perto da aldeia de Tamish na Abcásia e desempenhou um papel importante na luta contra os comandos abcases e norte-caucásicos. Esta intervenção foi denominada pelo próprio Chevardnadze "o princípio da reconciliação nacional". No entanto, a milícia tentou tirar proveito da queda de Sukhumi e do descontentamento público com a política de Shevardnadze, que, como reconheceram publicamente, esperavam. Em 9-10 de julho, setenta e dois ex-funcionários do antigo Conselho Supremo, que haviam sido expulsos de Tbilisi, em Janeiro de 1992, realizaram uma sessão em Zugdidi no oeste da Geórgia, e declararam "a restauração do governo legítimo" da Geórgia nesse momento. A difusão de sua estação de televisão tornou-se mais frequente. De Julho a Agosto, Kobalia estendeu seu controle a uma parte significativa da província de Mingrélia. Por sua vez, em Setembro de 1993, Zviad Gamsakhurdia aproveitou a luta na Abcásia para voltar para a cidade de Zugdidi e reunindo seus entusiastas contra o governo de Eduard Shevardnadze, que estava muito impopular e desmoralizado neste momento.
Embora Gamsakhurdia no principio, fez o seu regresso ao topo como um renascimento das forças georgianas após a catástrofe na Abcásia, procedeu efetivamente para desarmar as tropas georgianas que se retiraram da zona do conflito em direção a Mingrélia e estabeleceu o seu controle sobre uma parte significativa da mesma. O avanço do ex-presidente Shevardnadze trouxe a solicitação da admissão da Geórgia na Comunidade dos Estados Independentes (CEI) e pediu ajuda militar russa. Em meados de outubro, mesmo apoiado com armamentos, a segurança da linha de abastecimento e assistência técnica, os russos voltaram-se a lutar contra Gamsakhurdia. Em 20 de outubro cerca de 2.000 tropas russas entraram na Geórgia para proteger ferroviárias estatais.
Em 22 de outubro de 1993, forças governamentais lançaram uma ofensiva contra os rebeldes favoráveis a Gamsakhurdia, que eram liderados pelo coronel Loti Kobalia, e com a ajuda de militares russos conseguiram ocupar a maior parte da província Mingrélia. As forças do ex-presidente contra-atacaram em 27 de Outubro. Os combates mais pesados estavam concentrados em torno das cidades de Jobie e Senaki. Em 2 de novembro, após o acordo entre Eduard Shevardnadze e o Comandante-em-Chefe da frota russa do Mar Negro, o almirante E. Baltin, as unidades da frota russa entraram em Poti para consolidar o controle do governo deste porto chave e auxiliar o estabelecimento da ordem na cidade. Em 4 de novembro de 1993, as forças do governo quebraram as linhas de defesa das milícias zviadistas, e em 6 de novembro entraram em Zugdidi sem lutar. Zviad Gamsakhurdia e seus guarda fugiram pela floresta, perseguidos pelas forças governamentais. Gamsakhurdia morreu no final de Dezembro, em circunstâncias pouco claras (mais tarde, houve relatos no sentido de que Gamsakhurdia tinha sido morto com um tiro em 31 de dezembro em um vilarejo chamado Yijashkari). A rebelião foi esmagada e a região foi invadida por paramilitares do governo. Nos anos seguintes, vários líderes zviadistas foram capturados e presos.

## Consequências
Os três anos de Guerra Civil produziram uma década de instabilidade política e crises financeiras, econômicas e sociais permanentes. A situação começou a se estabilizar somente em 1995. No entanto, os "zviadistas" radicais ainda foram capazes de organizar vários atos terroristas e de sabotagem. Em particular, são acusados pela tentativa de assassinato do presidente Eduard Shevardnadze, em 9 de fevereiro de 1998. Alguns dias mais tarde, os apoiantes do antigo presidente raptaram quatro observadores da Organização das Nações Unidas em Zugdidi. Alguns sequestradores se renderam, mas Gocha Esebua, líder desse grupo "zviadista", escapou e morreu em uma troca de tiros com a polícia, em 31 de março. Em 18 de outubro de 1998, começou uma outra rebelião liderada pelo coronel Akaki Eliava, um antigo oficial zviadista, perto de Kutaisi, a segunda maior cidade da Geórgia. Após o motim, Eliava e seus seguidores esconderam nas florestas de Mingrélia. Eliava continuou dando dor de cabeça para o governo até que foi morto em 2000.
Em 26 de janeiro de 2004, o Presidente eleito Mikheil Saakashvili, líder da "Revolução Rosa", que pôs fim ao regime de Eduard Shevardnadze, reabilitou oficialmente Zviad Gamsakhurdia, em uma tentativa de superar a divisão política que persiste desde a sua derrubada (como o próprio Saakashvili afirmou "para acabar a desunião na nossa sociedade"). Do mesmo modo, Saakashvili libertou trinta e dois apoiantes de Gamsakhurdia, presos por serem fiéis à Shevardnadze entre 1993-1994 e que ainda permaneciam na prisão.
Em suma, apesar dos significativos progressos políticos, a Geórgia enfrenta ainda conflitos por resolver na Abcásia e na Ossétia do Sul e a ameaça de novos combates permanece.